# 多国籍軍
多国籍軍（たこくせきぐん、Coalition forces, Multinational force）は、多国籍で構成された軍隊のこと。
確立された詳細な定義はないが、国際連合安全保障理事会決議などの国際合意に基づき各国が各々の裁量・責任において各種活動のために派遣した軍のこととされている。国際連合憲章で規定された国連軍とは異なる。

## 概要
多国籍軍は任務や状況に応じ、様々な形態があるが、安保理決議に基づき派遣された事実上の多国籍軍として、1950年の朝鮮戦争における国連軍がある。参加各国軍は国連軍司令部に対し不同意権を留保していた。1981年にはシナイ半島における停戦監視のためにシナイ半島駐留多国籍軍監視団(Multinational Force and Observers)が創設されており、この時に既に多国籍（Multinational）の語を用いるようになってきている。1982年のレバノン内戦で、パレスチナ難民や自国民を保護するとの名目で、アメリカ合衆国、イギリス、フランス、イタリアがレバノン多国籍軍（Multinational Force in Lebanon）を派遣した。これは、各国が各々の独立した指揮権の下に行なったもので、言わば単に同じ紛争で同じ時に同じ場所へ派遣された各国の軍隊であった。
日本で「多国籍軍」が広く知れ渡る動機になった出来事は、1991年の湾岸戦争である。1991年の湾岸戦争では、国連決議に基づき、アメリカを主力に西ヨーロッパ諸国や中東諸国を含めて約30ヶ国が参加し、多国籍軍が結成された。実態上は、アメリカ中央軍が統一して軍事作戦の指揮・統制を行ったが、名目上はアメリカとサウジアラビアの協議による指揮であり、各国は指揮権を保持し、統制に従う状況にあった。この軍は、日本語では多国籍軍（他と区別する場合は「湾岸多国籍軍」）と呼ばれ、英語ではAllied (forces)やMultinational forceと呼ばれる。
2001年のアフガニスタンのターリバーン政権への攻撃において、北大西洋条約機構がアメリカ同時多発テロ事件に対する（北大西洋条約に基づく）集団的自衛権を発動して攻撃を行った。それに続けてターリバーン政権が崩壊した後に多国籍の国際治安支援部隊が編成された。
2003年のイラク戦争において、アメリカを中心とする諸国が Coalition of the willing （日本語で「有志連合」とも訳される、直訳すれば「意志の連立（合併）」とされる。）を形成して攻撃を行った。また、戦後のイラク駐留軍の正式な名称は、 Multi-National Force – Iraq であり、直訳すると正に「多（Multi-）国籍（National）軍（Force）」である。

## その他
- スポーツにおいて、外国籍の選手が数多く所属するクラブチームについて、多国籍軍と表現される事がある。NBAのミルウォーキー・バックスは2009年シーズンのロースター12名中7名がアメリカ国外生まれの選手となっている[12]。
- Allied forcesは連合軍と通常訳されるが、湾岸戦争時のように多国籍軍と訳される場合もある。